# Wirtschaftsverbund
Ein Wirtschaftsverbund ist ein Zusammenschluss von Unternehmen und Gewerbevereinen, teilweise auch in Kooperationen mit öffentlichen oder sozialen Einrichtungen oder Onlinemedien und organisiert sich in der Regel regional und auf Basis von digitalem Marketing bzw. einer digitalen Plattform. Durch den Einsatz verschiedener digitaler Medien und Kanäle sollen insbesondere KMUs bei der Vermarktung ihrer Produkte und Dienstleistungen unterstützt werden.

## Aufgaben
Die Aufgaben eines Wirtschaftsverbund sind typischerweise:
- eine Vernetzung der Unternehmen, Onlinemedien und öffentlichen Einrichtungen[1]
- gemeinsame technische und digitale Standards zu entwickeln[2]
- Unternehmen im Einsatz digitaler Medien zu beraten
- Transaktionskosten der Unternehmen und Kommunen zu senken

## Organisation und Struktur
Ein Wirtschaftsverbund organisiert sich in der Regel virtuell über digitale Plattformen und grenzt sich damit von Gewerbevereinen und Gewerbeverbänden ab. Die Vernetzung der Unternehmen, der Onlinemedien und öffentlichen Einrichtungen erfolgt durch Content-Syndication. Schnittstellen zu Social-Media-Plattformen erhöhen darüber hinaus den Vernetzungsgrad. Die Integration von Digital Signage ermöglicht zudem eine Verknüpfung der digitalen und analogen Welt.